# Phytomyza veratri
Phytomyza veratri är en tvåvingeart som beskrevs av Erich Martin Hering 1941. Phytomyza veratri ingår i släktet Phytomyza och familjen minerarflugor.
Artens utbredningsområde är Bulgarien. Inga underarter finns listade i Catalogue of Life.